# Avram Mrazović
Avram Mrazović (Аврам Мразовић, Mrazovics Ábrahám) – (Zombor, 1756. március 25. – Zombor, 1826. február 20.) – szerb pedagógus, író, fordító

## Életútja
Édesapja George  Mrazović, a zombori Szent János ortodox templom plébánosa volt. – Tanulmányait Zomborban, Szegeden, Pécsett és Budán végezte, de bölcseletet a bécsi egyetemen is tanult. Vićentije Jovanović Vidak (sh) karlócai metropolita egyetértő támogatásával, féléves tanfolyamon megismerte Felbiger oktatási módszerét. 

Avram Mrazović-ot a pécsi tankerület ortodox iskolái királyi felügyelőjének nevezték ki. A tanfelügyelőknek nemcsak a már létező nemzeti iskolák ellenőrzése volt a feladatuk, hanem a nemzeti népiskolákban az első Ratio által kívánt tanítási-nevelési munka feltételeinek megteremtését kellett kezdeményezniük, segíteniük. Új iskolák szervezése, a meglévők bővítése, tanítási segédeszközök – elsősorban megfelelő tankönyvek – biztosítása, az eredményes tanítási-módszerek terjesztése egyaránt munkájukhoz tartozott.
„…minden kerületben…[a] népiskolák élére egy királyi felügyelő állítandó.
Ennek a felügyelőnek kötelessége lesz gondoskodni, hogy a tanítómesterek és az iskola-igazgatók egymás között a lelki egyetértést ápolják, hogy a tanulmányok elfogadott módszerét gondosan megőrizzék, hogy a gyermekektől szigorú fegyelmet követeljenek, hogy a tanítók az életfenntartás megfelelő eszközeiben hiányt ne szenvedjenek, s hogy ezek a kellő időben rendelkezésükre bocsáttassanak. E célból legalább háromévenkint a kerületében fölállított összes iskolákat meg fogja látogatni, a panaszokat orvosolja, az ellentéteket kiegyenlíti és ha valamely nagyobb fontosságú dolog fordul elő, melyet maga el nem intézhet, jelentést tesz a királyi kerületi igazgatónak, akitől a királyi rendeleteket vagy a felettes halóságok utasításait átveszi. Különben e kérdéseket később ezen hivatal külön utasítása bővebben fogja kifejteni.” – Az 1777-iki Ratio Educationis – XII. §. A nép- /azaz nemzeti/ iskolák királyi felügyelői.
Amikor 1778-ban Tanügyi Bizottság rendeletére a görög keleti szerb népiskolák felügyeletével bízták meg, akkor tanfelügyelőként leginkább Pécsett és Győrött lakott.
A Mária Terézia által 1777. augusztus 22-én jóváhagyott első Ratio Educationis 1-2-3 tanítós alapszintű népiskoláiban a Felbiger-módszer lett a módszertani eljárások meghatározója, normája. A tanügyi rendelet előírta, hogy királyi tankerületenként az alapszintű népiskolák közül legalább egyet ún. elsőrendű nép-, azaz normaiskolának kell megszervezni és működtetni.
„…ezen iskolák fő célja abban rejlik, hogy az egész országban elhelyezett népiskolák élére állítandó tanítók bennük képeztessenek, akik mindenütt ugyanazon tanítási módszert vezetik be és állandóan megtartják. Azért ezen főelemi iskolákat közönségesen normális iskoláknak szokás nevezni, mivel mintegy mintái és nevelőintézetei a többieknek.” – Az 1777-iki Ratio Educationis – XLVIII. §. Az elsőrendű nép- /azaz nemzeti/ iskolák elhelyezése és száma.
Mrazović Zomborban, az 1717-ben alapított szerb triviális népiskolát elsőrendű, szerb (rác) nép- nemzeti iskolává fejlesztette, amely így alkalmassá vált arra, hogy mellé mint főelemi iskola mellé, nevelőképző (tanítóképző) feladatok elvégzésére intézményi tagozat szerveződjék. Az iskolában a szerb nemzetiségű népiskolai tanítók első képzőtanfolyamát 1778. május 1-én kezdték el. A képzés célja volt a Felbiger által kidolgozott sagani módszer, a „norma” elsajátíttatása. Így a zombori iskola „norma-iskolai” feladatokat látott el, s mint ilyen a Magyar Királyságban a szerb nemzetiségű és görög szertartású nem egyesült katolikus vallású népiskolai tanítók első államilag elismert (szerveződött) képzőintézete, normaiskola volt.
1790. szeptember 1-én a zombori szerbek képviselőjeként vett részt a magyarellenes temesvári szerb nemzeti kongresszuson. – 1791-ben fejezte be a tankerületi munkát és kimagasló pedagógiai tevékenysége elismeréséül 1794. július 28-án I. Ferenc magyar királytól nemességet kapott. Bács-, majd Szerém megyei táblabíró lett. Nyugdíjazása után Zomborban élt, és haláláig a város képviselő-testületének tanácsnoka volt.

## Irodalmi munkássága
Írói tevékenysége szorosan kötődött a közoktatásban vállalt feladatához: a Magyar Királyság ortodox népiskolái számára a szerb nyelvű tanítást-tanulást lehetővé tevő tankönyveket, segédkönyveket írt. A tankerületi felügyelőknek a Rato Educationis feladatává tette, hogy gondoskodjanak a népiskolákban tanítandó tartalmakhoz megkívánt tankönyvekről; szükség esetén írjanak ilyen tankönyveket. – Könyveit a 18. század végén és a 19. század első évtizedeiben többször kiadták. Nemcsak a népiskolai tanításban, de az ún. szerb latin-iskolákban, vagy a magasabb iskolák szerb nyelvű tanulóinál – a megengedett anyanyelvi képzés alkalmainál (pl. az önképzőkörökben) – jelentős szerepe volt anyanyelvi könyveinek. – Hatása kiterjed az iskolákon túli világra, s nagyban segítette a szerb irodalmi-nyelv kialakulását, reformját. A pedagógiai irányultság irodalmi munkássága tartalmi sajátossága maradt. Az még fordításait is jellemezte.

## Műveiből
- Rukovodstvo k slavenskom pravočteniju i pravopisaniju – Bécs, 17943; Buda, 18063 – (Vezérkönyv a szláv olvasás-íráshoz; A szlávolvasás-írás tanulásának vezérkönyve)
- Rukovodstvo k slavenstvej grammatice vo upotreblenie slavano-serbskih narodnyh učiliŝ – Bécs, 1794; Buda, 1821.4 XVI. 192 o. – (Vezérkönyv a szláv-szerb népiskolák szláv-nyelvtanához)
- Rukovodstvo k slavenskom krasnorečiju – Buda, 1821. XXIV. 246 o. – (A szlávnyelvi-stílus kézikönyve)
- Rukovodstvo k naučje čislitelnoj – Buda, 1798. és 1818. – (A számtan tanulásának vezérkönyve)
- Rukovodstvo k domaćemu i poljskomu stroeniu ili propis – Buda, 1822. – (Utasítás a házi és a mezei munkákhoz)
- Poučitelnij Magazin za djecu – Bécs, 1794. (1. és 2. rész); Buda, 1800. (3. és 4. rész) – (Hasznos ismeretek tára gyerekeknek – Jeanne Marie Leprince de Beaumont szövegeinek fordítása)
- Slezi sjeni Alexandri Pavlovni – Buda, 1801. – (Könnyek Alekszandra Pavlovnáért)
- Pastirska igra od Gellerta – Buda, 1803. – (Gellert pásztor-játékának fordítása)
- Čelovjeko merzosti razkajanie – Buda, 1808. – (Embergyűlölés és megbánás – Színmű)
- Ovidius Naso fordításai szerbnyelvre: Tristia (Keservek) IV. és V. könyv; Epistulae ex Ponto (Levelek Pontosból) IV. könyv

|  |  |